# Sphragifera
Sphragifera là một chi bướm đêm thuộc họ Noctuidae.

## Loài
- Sphragifera biplaga Walker
- Sphragifera sigillata Ménétriès